# 킹덤 오브 로팅
킹덤 오브 로팅(Kingdom of loathing 혹은 KoL)은 Asymmetric Publications에서 개발하고 운영하는 웹 브라우저 게임으로, 2003년에 출시된후 소소한 업데이트를 거치면서 지금에 이르고 있다.
킹덤 오브 로팅은 손으로 그린 막대인간 그래픽을 사용하고 있으며, 부조리적 유며, 말 장난, 패러디, 대중 문화에 대한 레퍼런스등을 게임내에서 이용하고 있다. 킹덤 오브 로팅은 또한 주목할만한 재정적인 부분을 가지고 있는데, 모든 부분을 기부와 더불어 머천다이즈를 파는데 사용하며, 다른 온라인 게임들에서 사용하는 광고라던가, 월정액제를 사용안한다는 점에 있다. 2008년에 킹덤 오브 로팅은 약 10만에서 15만명의 유저가 있는 것으로 추산되며, 플레이어들은 활동적인 커뮤니티와 더불어 팬미팅, 그리고 인터넷 라디오 스테이션을 운영한다. 2012년에 킹덤 오브 로팅을 배경으로 한 "Mr. Card Game"이 킥스타터에 올라오기도 하였다.

## 비즈니스 모델
킹덤 오브 로팅은 광고와 월정액제가 없는 웹 게임으로, 게임의 개발과 관리에 드는 비용의 대부분은 사람들의 기부에서 비롯된다.

## 커뮤니티
킹덤 오브 로팅에는 우호적이면서 활동적인 플레이어 커뮤니티를 꼽을 수 있다. 킹덤 오브 로팅 커뮤니티의 특징으로는 여성 유저가 많다는 것인데, 잭 존슨에 의하면 약 40%의 플레이어가 여성이라고 인터뷰에서 밝혔다. 팬들은 Asymmetric이 주최하거나 혹은 플레이어들이 주최하는 정모를 연다. 플레이어들은 또한 그리스몽키, 자바, 펄, 루아 등의 스크립트를 이용해서 게임에서 돌아가는 여러 기능들을 지원하며, 사용자 주도의 위키위키를 운영하며, 여기서는 게임내의 퍼즐 풀이와 가이드를 제공해준다.
킹덤 오브 로팅의 플레이어들은 "공식적인면서도 비공식" 킹덤 오브 로팅의 라디오 스테이션을 운영한다. 라디오 스테이션은 24시간 운영되며, 자발적으로 나선 DJ들이 활동한다.

## 연구
펜실베니아 주립 대학교의 교육적 게임 커먼즈의 창립자인 브랫 빅슬러(Brett Bixler)는 킹덤 오브 로팅 커뮤니티를 리처드 바틀의 대규모 다중 사용자 온라인 롤플레잉 게임의 플레이어 성격 성향을 가설로 삼아 커뮤니티가 성공적이었나라는 것을 주장하였다. 이 외에도 2009년에 킹덤 오브 로팅 플레이어 커뮤니티에 대한 연구가 진행되기도 하였다. 또한 이 외에도 킹덤 오브 로팅의 경제에 대해서 Economics in the Kingdom of Loathing: Analysis of Virtual Market Data 이란 제목으로 2011년 논문이 나오기도 하였다.

## 평가
| 평가                                        |      |
| ------------------------------------------- | ---- |
| 평론 점수 평론사 점수 유로게이머 9/10 [ 3 ] |      |
| 평론 점수                                   |      |
| 평론사                                      | 점수 |
| 유로게이머                                  | 9/10 |